# Émile Masqueray
Charlemagne Émile Masqueray, né le 20 mars 1843 à Rouen et mort le 19 août 1894 à Saint-Étienne-du-Rouvray, est un anthropologue, ethnologue, linguiste et écrivain français.

## Biographie
Après de brillantes études au lycée Corneille, puis à l’École normale dont il sort agrégé d’histoire en 1869, les hasards de l’affectation mènent Émile Masqueray au lycée de Bastia puis, en 1872,  au lycée d’Alger où il enseigne l’histoire jusqu’en 1878.
Dès 1873, il apprend l’arabe et plusieurs langues berbères et se consacre à l’archéologie, en particulier des vestiges romains des Aurès, la philologie des dialectes berbères et la compréhension des structures sociales de la société berbère. Il séjourna près de deux mois chez les Mzab et en rapporta les livres historiques, législatifs et religieux des Beni-Mzab, le Kitab-en-Nil, la Chronique d’Abou Zakaria de Yahyá ibn Abi Bakr al-Warjalani, histoire de la secte ibâdite et des origines de ce groupe religieux qu’il traduisit et commenta (Alger, A. Jourdan, 1890). L’année suivante, il publia une Comparaison du dialecte des Zenaga du Sénégal avec le vocabulaire des Chaïa et des Beni-M’zab.
Émile Masqueray enseigna ensuite l’histoire et les antiquités d’Afrique à l’École supérieure des lettres d’Alger avant d’en être nommé le directeur par Paul Bert en 1878. Sa kabylophilie influença Jules Ferry dont il était l’ami et l’incita à adopter une politique éducative pro-berbère dont Masqueray fut l’éminence grise et qui se traduisit par l’ouverture de quatre écoles en Kabylie en 1881.
Représentant un monument de l’ethno-anthropologie kabyle, sa Formation des Cités chez les populations sédentaires de l’Algérie eut une influence durable dans le monde universitaire. Il y réfute notamment l’idée, chère aux colons de l’époque, que la « sédentarité » et le « nomadisme » étaient des modes de vie inhérents à la race et insiste sur le fait que ceux-ci n’étaient déterminés que par le milieu.
Émile Masqueray a aussi créé le Bulletin de correspondance africaine.
Il meurt au domicile de sa mère à Saint-Étienne-du-Rouvray, où il passait l'été.
Les villes de Rouen et de Saint-Étienne-du-Rouvray ont donné le nom de Masqueray à une de leurs rues.

## Récompenses et distinctions
- Chevalier de la Légion d'honneur (1889)[3]
- Officier de l'Instruction publique
- officier de l'ordre royal du Cambodge
- Commandeur de l'ordre du Nichan Iftikhar
- lauréat de l'Institut de France

## Œuvres
- Dictionnaire français-touareg, dialecte des taïtoq, suivi d’observations grammaticales, Paris, E. Leroux, 1893.
- Formation des cités chez les populations sédentaires de l’Algérie (Kabyles du Djurdjura, Chaiuïa de l’Aourâs, Beni Mezâb), Paris, E. Leroux, 1886.
- Formation des cités chez les populations sédentaires de l’Algérie : Kabyles du Djurdjura, Chaouïa de l’Aourâs, Beni Mezâb, Éd. Fanny Colonna, Aix-en-Provence, Edisud, 1886 ; 1983  (ISBN 978-2-85744-140-3).
- Note concernant les Aoulad-Daoud du Mont-Aurès (Aourâs), Alger, A. Jourdan, 1879.
- Observations grammaticales sur la grammaire touareg et textes de la tamahaq des Taïtoq, Éd. René Basset, Maurice Gaudefroy-Demombynes, Paris, E. Leroux, 1896-1897.
- Ruines anciennes de Khenchela (Mascula) a Besseriani (Ad Majores), Alger, A. Jourdan, 1879.
- Souvenirs et visions d’Afrique, Éd. Michèle Salinas, Paris, La Boîte à Documents, 1894 ; 1997  (ISBN 978-2-84316-004-2).

## Sources
- Augustin Bernard, Napoléon Lacroix, Algérie. Historique de la pénétration saharienne, Alger, Giralt, 1900.
- Numa Broc, Dictionnaire des Explorateurs français du XIXe siècle, t. 1, Afrique, CTHS, 1988, p. 225